# Dragmacidon lunaecharta
Dragmacidon lunaecharta är en svampdjursart som först beskrevs av Ridley och Arthur Dendy 1886.  Dragmacidon lunaecharta ingår i släktet Dragmacidon och familjen Axinellidae.
Artens utbredningsområde är havet utanför Kap Verde. Inga underarter finns listade i Catalogue of Life.